# 伊瓜苏河畔塞拉诺波利斯
伊瓜苏河畔塞拉诺波利斯是巴西巴拉那州的一个市镇。总面积483.658平方公里，总人口4400人，人口密度9.1人/平方公里。